# ميها بلاجيتش
ميها بلاجيتش (بالسلوفينية: Miha Blažič) هو لاعب كرة قدم سلوفيني في مركز الدفاع، ولد في 8 مايو 1993 في كوبر في سلوفينيا يلعب في نادي كلباء الإماراتي. شارك مع منتخب سلوفينيا تحت 17 سنة لكرة القدم ومنتخب سلوفينيا تحت 19 سنة لكرة القدم ومنتخب سلوفينيا تحت 21 سنة لكرة القدم. أما مع النوادي، فقد لعب مع نادي دومجاله ونادي كوبر.

## وصلات خارجية
- ميها بلاجيتش على موقع الاتحاد الدولي (مؤرشف)  (الإنجليزية)
- ميها بلاجيتش على موقع الاتحاد الأوربي (الإنجليزية)
- ميها بلاجيتش على موقع قاعدة بيانات كرة القدم.إي يو (الإنجليزية)
- ميها بلاجيتش على موقع ناشيونال فوتبول تيمز (الإنجليزية)
- ميها بلاجيتش على موقع Soccerway.com (الإنجليزية)
- ميها بلاجيتش على موقع عالم كرة القدم.نت (الإنجليزية)